# Marian Duś
Marian Duś (ur. 25 czerwca 1938 w Róży, zm. 9 września 2021 w Warszawie) – polski duchowny rzymskokatolicki, doktor filozofii w zakresie nauk społecznych, biskup pomocniczy warszawski w latach 1986–2013, od 2013 biskup pomocniczy senior archidiecezji warszawskiej.

## Życiorys
Urodził się w 25 czerwca 1938 w Róży koło Dębicy. W latach 1952–1956 kształcił się w Technikum Mechanicznym w Dębicy. Od 1956 do 1957 był pracownikiem Zakładów Gumowych w Dębicy. W 1957 podjął studia w Wyższym Seminarium Duchownym we Włocławku, gdzie przez dwa lata kształcił się w zakresie filozofii. W 1959 po otrzymaniu powołania do odbycia zasadniczej służby wojskowej przeniósł się na Katolicki Uniwersytet Lubelski, gdzie na Sekcji Filozofii Praktycznej Wydziału Filozoficznego kontynuował studia filozoficzne. W ich trakcie pełnił m.in. funkcje prezesa Koła Nauk Społecznych przy Katolickim Uniwersytecie Lubelskim, wiceprezesa Sądu Koleżeńskiego Zrzeszenia Studentów Polskich i kierownika męskiego domu akademickiego. Studia ukończył w 1963 uzyskaniem magisterium. Następnie podjął starania o dokończenie studiów we wrocławskim seminarium duchownym, w międzyczasie odbywając roczny staż pracy w Puławskim Przedsiębiorstwie Budownictwa Przemysłowego. Studia teologiczne odbył jednak w Metropolitalnym Wyższym Seminarium Duchownym w Warszawie w latach 1964–1968. 9 czerwca 1968 został w archikatedrze św. Jana Chrzciciela w Warszawie wyświęcony na prezbitera przez kardynała Stefana Wyszyńskiego. W 1970 rozpoczął studia doktoranckie na Wydziale Filozofii Chrześcijańskiej Katolickiego Uniwersytetu Lubelskiego. Tamże na podstawie dysertacji Postawy religijne mieszkańców nowego osiedla «Polna» uzyskał w 1973 doktorat z filozofii w zakresie nauk społecznych.
W latach 1968–1970 pracował jako wikariusz w parafii św. Mikołaja w Grójcu. Latem 1970 zastępował w obowiązkach kapelana kaplicy w Guzowie. Od 1977 do 1986 był proboszczem parafii św. Apostołów Piotra i Pawła w Warszawie. W 1979 został mianowany dziekanem dekanatu piaseczyńskiego oraz sekretarzem archidiecezjalnej rady kapłańskiej. W tym samym roku otrzymał przywilej noszenia rokiety i mantoletu.
W latach 1971–1977 pełnił funkcję prefekta w Metropolitalnym Wyższym Seminarium Duchownym w Warszawie. Od 1973 do 1988 prowadził wykłady z katolickiej nauki społecznej w warszawskim seminarium i mieszczącym się przy nim Akademickim Studium Teologii Katolickiej.
7 grudnia 1985 został ustanowiony biskupem pomocniczym archidiecezji warszawskiej ze stolicą tytularną Thenae. Prekonizowany został 21 grudnia 1985. Święcenia biskupie otrzymał 6 stycznia 1986 w archikatedrze św. Jana Chrzciciela w Warszawie. Udzielił mu ich kardynał Józef Glemp, prymas Polski, z towarzyszeniem biskupów pomocniczych warszawskich: Władysława Miziołka i Kazimierza Romaniuka. Jako zawołanie biskupie przyjął słowa „In Cruce salus” (W Krzyżu zbawienie). 11 stycznia 1986 został mianowany wikariuszem generalnym archidiecezji. W kurii metropolitalnej objął urzędy przewodniczącego: Wydziału Duszpasterstwa, Wydziału Budowy Kościołów i Spraw Sakramentalnych oraz Wydziału Administracji Ogólnej i Spraw Personalnych. Został opiekunem dekanalnym ojców duchownych oraz ćwiczeń duchowych dla kapłanów. Administrował budynkami Nuncjatury Apostolskiej w Warszawie. Objął funkcję prezesa Prymasowskiej Rady Budowy Kościołów, a także prezesa Zarządu Fundacji Budowy Świątyni Opatrzności Bożej. Wszedł w skład: archidiecezjalnej rady administracyjnej, rady biskupiej, rady kapłańskiej (jako zastępca przewodniczącego), kolegium konsultorów i rady ds. ekonomicznych. Uczestniczył w IV Synodzie Archidiecezji Warszawskiej jako członek komisji głównej i przewodniczący sekretariatu. W 1998 został mianowany prałatem gremialnym Kapituły Metropolitalnej Warszawskiej. W kapitule pełnił funkcję dziekana. 4 listopada 2013 papież Franciszek przyjął jego rezygnację z funkcji biskupa pomocniczego archidiecezji warszawskiej. Na emeryturze został rezydentem w parafii św. Anny w Warszawie, gdzie otrzymał do dyspozycji mieszkanie po prymasie Józefie Glempie.
W ramach Konferencji Episkopatu Polski był członkiem Komisji ds. Budownictwa Kościołów, Komisji ds. Duszpasterstwa Ogólnego, Komisji ds. Liturgii i Duszpasterstwa Liturgicznego, Komisji ds. Duchowieństwa i Komisji ds. Misyjnych. Pełnił również funkcje krajowego duszpasterza policji i krajowego duszpasterza kobiet. W 1994 był współkonsekratorem podczas sakry biskupa pomocniczego warszawskiego Piotra Jareckiego.
Zmarł 9 września 2021 w Warszawie. 14 września 2021 został pochowany w Panteonie Wielkich Polaków w Świątyni Opatrzności Bożej w Warszawie.

## Wyróżnienia
W 2003 otrzymał Medalion Pieta Miednoje 1940, przyznany przez Warszawskie Stowarzyszenie Rodzina Policyjna 1939 roku.